# トヨタ・スープラ LM-GT
スープラ LM-GTは、1995年・1996年にル・マン24時間レースに出場した、トヨタ・スープラベースのレーシングカー。
2008年のTGDA夏祭りでは展示された。

## 1995年
スープラがル・マン初挑戦となったこの年は、日本のGTカーではホンダ・NSX、ニスモGT-R LM等が参戦し、何れも活躍した。この年のル・マンではNSXは劇的なクラス優勝。そして関谷正徳はマクラーレン・F1で日本人初のル・マン総合優勝を遂げている。見た目はJGTC仕様のスープラとさほど変わりはないが、熱対策として、ドア下やリアバンパーサイドにエアロインテークの追加、3ピースのカーボンパネルの装着、カーボンブレーキへの変更、補助灯の追加（27号車）、リストリクター径の違いなど性能面では大きく違っている。

### 27号車（サード）
27号車のドライバーにはマルコ・アピチェラ、マウロ・マルティニ、ジェフ・クロスノフが起用された。予選タイムは4分10.36秒で順位は全51台中30位。決勝では一時は駆動系のトラブルに見舞われるが、（5時間経過時点では12位を走行）安定した走行を見せ決勝では全23台中14位（264周）（クラス8位）で完走という結果だった。
走行距離は3,597.984km。平均速度は149.915km/hである。
主なスポンサーは、日本電装（現：デンソー）・トヨタ自動車・トヨタ車体・トヨタテクノクラフト・ダンロップ・レイズ・エクソンモービル・アイシン・iDC大塚家具・レカロ・豊田合成・豊田紡織・小糸工業・豊田自動織機・トミーヒルフィガー・Cottage Hôtel・太産工業・PITTURAである。

### 28号車（トラスト）
28号車のドライバーにはジョージ・フーシェ、スティーヴン・アンドスカー、トーマス・ダニエルソンが起用された。しかし、レース本番間近となった95年4月の富士スピードウェイでのテストでクラッシュ、急遽エントリーがキャンセルされてしまう事態になる。ちなみにこの車のリア・ホイールはトヨタ・TS010のフロントに使用されていた物である。
主なスポンサーは、日綜産業・ゲーテハウス・トヨタ自動車・ダンロップ・シビエである。

## 1996年
翌1996年もサードの1台のみ参戦し、ドライバーには前年にル・マン総合優勝を果たした関谷正徳に加えて影山正美・光貞秀俊が起用された。
昨年に比べ、外観・サスペンションジオメトリーは大きく変化している。予選タイムは4分06.532秒で順位は全52台中36位。決勝では18時間(205周)でポルシェ・911 GT1と接触し、スピンしてガードレールにクラッシュしてリタイアした。これによりスープラでのル・マン挑戦は幕を閉じた。
主なスポンサーは、トヨタ自動車・トヨタ車体・トヨタテクノクラフト・日本電装・ダンロップ・レイズ・エクソンモービル・アイシン・iDC大塚家具・レカロ・豊田合成・豊田紡織・小糸工業・豊田自動織機・Cottage Hôtel・テレビ朝日・宇部興産など。